# Nederlandse kampioenschappen schaatsen afstanden 2024 - 1500 meter vrouwen
De 1500 meter vrouwen op de Nederlandse kampioenschappen schaatsen afstanden 2024 werd gehouden op donderdag 28 december 2023 in Thialf in Heerenveen. Er reden 20 deelneemsters mee.
Joy Beune zette in haar rit tegen Irene Schouten een scherpe tijd neer. Jutta Leerdam ging er als een pijl vandoor, had bij het ingaan van de laatste ronde anderhalf seconden voorsprong op Beune, maar wist de snelheid niet vast te houden. Haar directe tegenstander Marijke Groenewoud kwam er pas op het laatste rechte eind overheen en snelde naar een zilveren plak. Titelverdedigster Antoinette Rijpma-de Jong moest haar rit alleen rijden, omdat Esther Kiel onderuit ging. Ze haalde uiteindelijk brons. Het podium plaatste zich voor de EK afstanden en WK afstanden.

## Uitslag
| #      | Schaatsster               | Tijd       | Verschil |
| ------ | ------------------------- | ---------- | -------- |
| Goud   | Joy Beune                 | 1.53,91    |          |
| Zilver | Marijke Groenewoud        | 1.54,47    | +0,56    |
| Brons  | Antoinette Rijpma-de Jong | 1.54,59    | +0,68    |
| 4      | Melissa Wijfje            | 1.54,95    | +1,04    |
| 5      | Elisa Dul                 | 1.55,34    | +1,43    |
| 6      | Jutta Leerdam             | 1.55,71    | +1,80    |
| 7      | Irene Schouten            | 1.55,93    | +2,02    |
| 8      | Merel Conijn              | 1.56,58    | +2,67    |
| 9      | Robin Groot               | 1.56,59 PR | +2,68    |
| 10     | Angel Daleman             | 1.57,09    | +3,18    |
| 11     | Myrthe de Boer            | 1.58,21    | +4,30    |
| 12     | Gioya Lancee              | 1.58,68    | +4,77    |
| 13     | Sanneke de Neeling        | 1.58,90    | +4,99    |
| 14     | Reina Anema               | 1.59,01    | +5,10    |
| 15     | Meike Veen                | 1.59,50    | +5,59    |
| 16     | Paulien Verhaar           | 1.59,60    | +5,69    |
| 17     | Bente Kerkhoff            | 2.00,53    | +6,62    |
| 18     | Kim Talsma                | 2.00,59    | +6,68    |
| 19     | Esther Kiel               | 2.25,45    | +31,54   |
| -      | Jade Groenewoud           | DSQ        | +59,99   |

1987 · 
1988 · 
1989 · 
1990 · 
1991 · 
1992 · 
1993 · 
1994 · 
1995 · 
1996 · 
1997 · 
1998 · 
1999 · 
2000 · 
2001 · 
2002 · 
2003 · 
2004 · 
2005 · 
2006 · 
2007 · 
2008 · 
2009 · 
2010 · 
2011 · 
2012 · 
2013 · 
2014 · 
2015 · 
2016 · 
2017 · 
2018 · 
2019 · 
2020 · 
2021 · 
2022 · 
2023 · 
2024 · 
2025